# Goetersstraße 4 (Mönchengladbach)

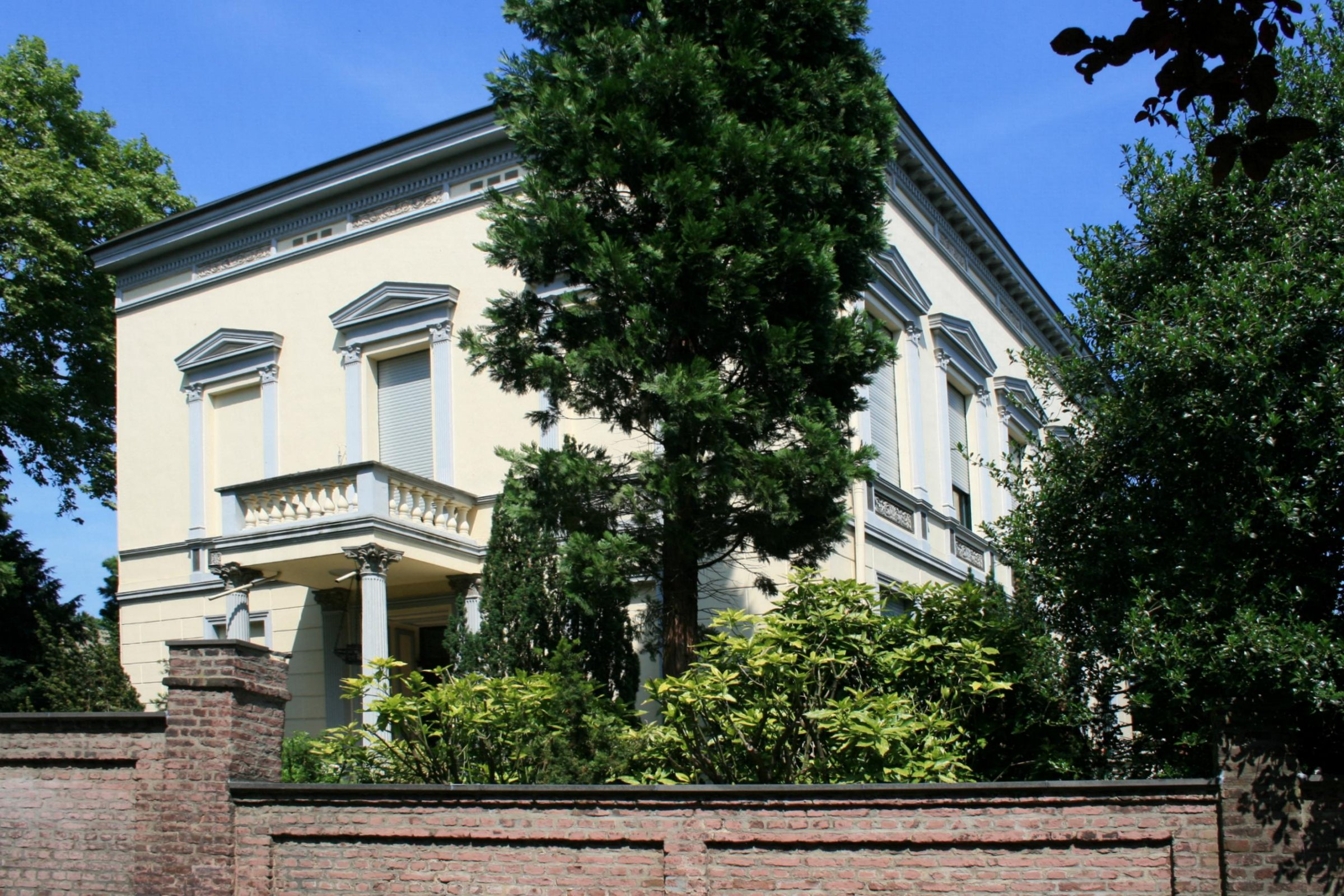
Wohnhaus (Villa mit Gartenanlage), 2011

Das Wohnhaus Goetersstraße 4 steht im Stadtteil Rheydt in Mönchengladbach (Nordrhein-Westfalen).
Das Gebäude wurde 1869 erbaut. Es ist unter Nr. G 008 am 24. September 1985 in die Denkmalliste der Stadt Mönchengladbach eingetragen worden.

## Architektur
Die ehemalige Villa „Goeters“ bildet das Gegenstück zur kleinen Villa „Nacken“ auf dem gegenüberliegenden Eckgrundstück, der sie als Vorbild gedient hat. Beide sind mit ihrer Hauptfassade auf eine zur Mittelstraße vorgelagerte Gartenanlage ausgerichtet und bilden eine Baugruppe von hohem städtebaulichen Wert.
Es handelt sich um ein freistehendes zweigeschossiges Villengebäude mit kubischem  Baukörper auf hohem Kellersockel, aufgestockt durch einen hohen Drempel. Das flachgeneigte Walmdach wird in der Fassadenansicht kaum wirksam.
Erhaltenswert als ein durch Innenausstattung und Gartenanlage vervollständigtes Bauensemble, das das Erscheinungsbild einer Fabrikantenvilla der frühen Gründerzeit beispielhaft dokumentieren kann.